# 標永久
標 永久（しめぎ えのく、1989年12月3日 - ）は、日本の俳優である。山梨県甲府市出身。東京都立墨田工業高等学校卒業。プラチナムプロダクション所属。

## 略歴
1989年、6人きょうだいの三番目として生まれる。2006年12月2日、第19回「ジュノン・スーパーボーイ・コンテスト」で最終選考出場を果たす。コンテストではジャグリングを披露した。同コンテストのファイナリスト5人によるスペシャルユニット「JB5」の元メンバーでもある。
女性タレントしか所属していなかったプラチナムプロダクションでは初の男性タレントとなった。

## 出演

### テレビドラマ
- 花ざかりの君たちへ〜イケメン♂パラダイス〜（2007年7月3日 - 9月18日、フジテレビ） - 淡輪恭一 役
  - 花ざかりの君たちへ〜イケメン♂パラダイス〜 卒業式&7と1/2話スペシャル（2008年10月12日、フジテレビ） - 淡輪恭一 役
- ここはグリーン・ウッド 〜青春男子寮日誌〜（2008年7月6日 - 9月28日、tvk） - 小泉典馬 役
- モンスターペアレント 第4話（2008年7月22日、フジテレビ） - 江藤英一郎 役
- ごくせん 卒業スペシャル'09（2009年3月28日、日本テレビ） - 千葉永久 役
- 大魔神カノン（2010年4月2日 - 10月1日、テレビ東京） - 後根幸太郎 役
- 黄金の豚-会計検査庁 特別調査課- 第6話（2010年11月24日、日本テレビ） - 青山和樹 役
- 仮面ライダーフォーゼ 第30話・第31話・第32話（2012年4月8日 - 4月22日、テレビ朝日） - 刈谷朋也 役
- リーガル・ハイ 第1話（2013年10月9日、フジテレビ）
- ダンダリン 第4話（2013年10月23日、日本テレビ）
- 仮面ティーチャー（2013年7月6日 - 9月28日、日本テレビ） - 加藤修平 役
  - 金曜ロードショー 仮面ティーチャー課外授業SP（2014年2月14日） - 加藤修平 役
- POWER GAME〜パワーゲーム〜 第7話（2013年9月21日、NHK BSプレミアム） - 篠宮和臣 役
- 衝撃ゴウライガン!!（2013年10月4日 - 2013年12月27日、テレビ東京） - ライ 役
- 闇金ウシジマくん Season2 第1話（2014年1月17日、毎日放送）
- 死神くん 第1話（2014年4月18日、テレビ朝日） - 生徒 役
- 銭形警部 漆黒の犯罪ファイル 第1話・第2話（2017年2月19日 - 2月26日、WOWOW） - 磯崎隆 役
- ラブリラン 第5話（2018年5月4日、読売テレビ・日本テレビ）
- 未満警察 ミッドナイトランナー 第8話（2020年8月15日、日本テレビ）

### 映画
- ドリフト6-Z-（2008年6月6日公開）
- かさぶた姫（2009年1月24日公開）
- ごくせん THE MOVIE（2009年7月11日公開） - 千葉永久 役
- のらくら（2009年11月15日公開）
- 東京モラトリアム（2010年8月28日公開）
- Oh!透明人間（2010年10月16日公開） - 荒方透留 役
- CRAZY-ISM クレイジズム（2011年4月16日公開） - 谷中洋平 役
- スロウランド（2011年1月8日公開）
- 僕の中のオトコの娘（2012年12月1日公開）
- ねこにみかん（2014年3月22日公開） - 尾藤 役

### オリジナルビデオ
- 学園男子 イケメン学部（2008年）

### ネット配信ドラマ
- 恋する血液型 A型編（2008年5月、クロックワークス[3]）
- 闇金ウシジマくん「太客h.帰還の挨拶と夢の大ぼうけん」（2014年3月、dビデオ powered by BeeTV）

### 舞台
- る・ひまわり「桜の森の満開の下」（2012年7月13日 - 16日）
- トウキョウ演劇倶楽部「Live in toRAIN No.A-h」（2013年2月9日 - 17日）
- 劇団CATMINT「蝶々喃々」（2013年4月27日 - 29日）
- 劇団CATMINT「アガルタの虹」（2015年1月29日 - 2月3日）
- 劇団CATMINT「リジー・ボーデン事件」（2015年8月25日 - 8月29日）
- 劇団CATMINT「アンジェラ」（2016年2月17日 - 2月20日）
- 山口ちはるプロデュース「FANTASY WORLD?」（2020年9月2日 - 9月6日）